# Região Geográfica Imediata de Penedo
A Região Geográfica Imediata de Penedo é uma das 11 regiões geográficas imediatas do estado brasileiro de Alagoas e uma das 509 regiões imediatas do Brasil, criadas pelo Instituto Brasileiro de Geografia e Estatística (IBGE) em 2017.

## Municípios
A Região Geográfica Imediata de Penedo é formada por 7 municípios alagoanos:
| Região Geográfica Imediata de Penedo | Coruripe Feliz Deserto Igreja Nova Penedo Piaçabuçu Porto Real do Colégio São Brás | 193 991 | 2 741,967 |